# زغبة صوفية
زغبة صوفية (الاسم العلمي: Dryomys laniger) (بالإنجليزية: Woolly Forest Dormouse)‏ هي نوع من الحيوانات تتبع جنس الزغبة الحرجية من فصيلة الزغبات.